# 额什木汗
额什木汗（1565年—1628年），哈萨克汗国可汗，1598年继位，契戛依汗之子，塔吾克勒汗之弟。

## 生平
额什木出生于1565年，其曾祖父是哈萨克汗国第二任可汗贾尼别克，祖父是贾迪克苏丹。1580年，额什木的父亲契戛依继位为第9任可汗。1582年，契戛依汗去世，额什木的兄长塔吾克勒继位为第10任可汗。1598年，额什木继位为第11任可汗。
額什木汗在人民中獲得了一個綽號（勇敢的巨人額什木），因為他勇敢地擊退了對哈薩克汗國的外部侵略。他的統治是哈薩克汗國再次加強的時期，這是繼哈斯木汗和哈克納扎爾汗之後的第三次。